# ناحیه منعه
ناحیه منعه (به عربی: دائرة منعة) یک ناحیه در الجزایر است که در استان باتنه واقع شده‌است.